# Victor J. Tognola
Victor J. Tognola nato Jerko Victor Tognola (Biasca, 19 settembre 1944) è un regista, sceneggiatore e produttore cinematografico svizzero.

## Biografia
Nel 1984 dirige il lungometraggio Illusione, interpretato da Adelheid Koch, John Rapley e Milva. Il film viene presentato alla 41ª edizione della Mostra internazionale d'arte cinematografica di Venezia e al Festival internazionale del cinema di Karlovy Vary.
Dirige nel 1985 la serie animata Clorofilla dal cielo blu, adattamento dell'omonimo romanzo di Bianca Pitzorno con i disegni di Adelchi Galloni. La serie viene ripresentata nel 2021 al Locarno Film Festival.
Partecipa nel 1991 alla realizzazione di Visages suisses, dirigendo il segmento su Marie-Josée Knie. Il film, realizzato per celebrare il 700º anniversario della Svizzera, è composto da sedici cortometraggi diretti dai più importanti registi svizzeri dell'epoca, tra cui Claude Goretta, Nicolas Gessner, Urs Odermatt, François Reichenbach e Francis Reusser. È stato presentato il 9 agosto 1991 al Locarno Film Festival.
Nel 2018 il suo documentario Samadhi: We Are One vince il "Best People and Nature Award" al Japan Wildlife Film Festival.

## Filmografia

### Regista
- Miracolo a Iragna – cortometraggio documentario (1963)
- Noi cowboys – cortometraggio documentario (1964)
- Inter Liverpool – cortometraggio documentario (1965)
- Frama Loves You – documentario (1970)
- Ticino Serenade – documentario (1974)
- Swissair in Concert – documentario (1976)
- Ich errinnere mich noch gut – documentario (1981)
- Swissair: Matahari – documentario (1982)
- Swissair: Daan muna kayo – documentario (1983)
- Illusione (1984)
- Clorofilla dal cielo blu – serie animata (1985)
- Who's Sai Baba – documentario (1990)
- Love is My Form – documentario (1990)
- Krebsliga – documentario (1990)
- Visages suisses – documentario (1991)
- Provin, le stagioni del vino in Vallese – documentario (1991)
- Ascona Ascona – documentario (1992)
- Bern is Beautiful – documentario (1993)
- Guardia di frontiera – documentario (1999)
- Biasca, la vigna di San Carlo – documentario (2004)
- Biasca, la rossa – documentario (2004)
- Biasca, la strega – documentario (2005)
- Mysteriöse Schweiz: La Krenscia – cortometraggio documentario (2007)
- Mysteriöse Schweiz: Sylvester Chläuse – cortometraggio documentario (2007)
- Mysteriöse Schweiz: La collina dei morti – cortometraggio documentario (2007)
- Radio Monte Ceneri – documentario (2007)
- Crazy Switzerland, co-regia di Misha Tognola – documentario (2009)
- Böse Geister der Schweiz, co-regia di Misha Tognola – documentario (2009)
- Erich Maria Remarque, Marlene Dietrich, Paulette Goddard – documentario (2011)
- Hannes “Pussy” Schmidhauser – documentario (2012)
- Le combat de Reines – documentario (2013)
- Il cibo degli Dei – documentario (2014)
- La macchina venuta dal futuro – documentario (2014)
- I biasca, co-regia di Misha Tognola – documentario (2015)
- Samadhi: We Are One – documentario (2017)
- Asragordom – documentario (2018)
- Giovanna Daffini: L'amata genitrice – documentario (2019)
- Il cabaret della Svizzera italiana – documentario (2022)